# 伯方橋
伯方橋（はかたばし）は、伯方島と見近島を結ぶ道路橋（3径間連続鋼箱桁橋）。西瀬戸自動車道（しまなみ海道、国道317号バイパス）の一部を構成する。大島大橋と一体になっていて、一般的に「伯方・大島大橋」と呼ばれる。

## 概要
中央径間145m、全長325m（90+145+90m）の、建設当時日本最大の箱断面を有する鋼床板箱桁橋。架橋時点では暫定2車線供用に合わせて床板の張り出しを箱桁の片方にだけ行っており、完成時の全幅員は17.62m、道路幅員は13m（車道部9m+歩道部4m）しかない。
架設にあたっては、側径間は9分割した桁をベント併用のトラッククレーン架設とし、中央径間は当時日本最大級のフローティングクレーン「武蔵」（深田サルベージ建設所有）による一括架設を行った。その際、「武蔵」が狭い海峡に進入できるよう、架設時には「武蔵」の左右のブームの傾斜角を変え、吊り上げる桁の橋軸線とクレーン船の中心線に71度の角度を生じさせる（すなわち、橋軸に対して直角方向ではなく、斜め方向にクレーン船を配置する）という工夫を行っている。
- 供用開始：1988年1月17日
- 全長：326.8m[2]
- 路線名：国道317号（西瀬戸自動車道）
- 道路構造：第1種3級
- 設計速度：80km/h（規制速度70km/h）
- 車線数：暫定2車線
- 施工：東京鐵骨橋梁・日本鉄塔工業JV[2]

## 特記事項
- 歩行者道、バイク道が併設されている。
- 風速15mで歩行者道、バイク道の通行止め、及び自動車専用道路部の2輪通行止めと4輪が50km/h規制となる。
- 風速25mで自動車専用道路部が通行止めとなる。
- 通行料金は伯方・大島大橋の項参照